# Veronika Vadovičová
Veronika Vadovičová, née le 9 février 1983 à Trnava (Tchécoslovaquie), est une tireuse sportive handisport slovaque concourant en SH1. Elle possède cinq titres mondiaux (2006, 2014, 2018 et 2019) et cinq titres paralympiques (2008, 2016, 2020, 2024).

## Biographie
Veronika Vadovičová est née avec une spina bifida. Elle fait ses études à l'Université Palacký.
Lors des Jeux paralympiques de 2008, elle remporte sa première médaille d'or sur le R2 (tir à la carabine air comprimé à 10 m debout SH1)) avec 494.8 points. Elle avait déjà été médaillée d'or aux Championnats du monde 2006 au tir à la carabine 3 positions à 50 m. Lors des Jeux de Londres, elle doit se contenter du bronze sur le R8.
À Rio en 2016, elle monte sur trois podiums sur les quatre épreuves auxquelles elle participe : elle est médaillée d'or sur le R2 et le R3 ainsi que l'argent sur le R8 (tir à la carabine à 50 m 3 positions SH1). Aux Mondiaux 2018, près de 20 ans après ses débuts, elle remporte l'or sur le R3 (tir à la carabine air comprimé à 10 m couché mixte SH1) et l'argent sur le R2. Aux Jeux paralympiques d'été de 2020, elle rafle une nouvelle médaille d'or, cette fois sur le R6 en établissant un nouveau record du monde avec 548,9 points.

## Palmarès

### Jeux paralympiques
- médaille d'or sur le R2 aux Jeux paralympiques d'été de 2008 à Pékin
- médaille d'or sur le R2 aux Jeux paralympiques d'été de 2016 à Rio de Janeiro
- médaille d'or sur le R3 aux Jeux paralympiques d'été de 2016 à Rio de Janeiro
- médaille d'or sur le R6 aux Jeux paralympiques d'été de 2020 à Tokyo
- médaille d'or sur le R3 aux Jeux paralympiques d'été de 2024 à Paris
- médaille d'argent sur le R8 aux Jeux paralympiques d'été de 2016 à Rio de Janeiro
- médaille d'argent sur le R8 aux Jeux paralympiques d'été de 2024 à Paris
- médaille de bronze sur le R8 aux Jeux paralympiques d'été de 2012 à Londres

### Championnats du monde
- médaille d'or sur le R8 aux Championnats du monde 2006 à Sargans
- médaille d'or sur le R2 aux Championnats du monde 2014 à Suhl
- médaille d'or sur le R8 aux Championnats du monde 2018 à Cheongju
- médaille d'or sur le R3 aux Championnats du monde 2018 à Cheongju
- médaille d'or sur le R2 aux Championnats du monde 2019 à Sydney
- médaille d'argent sur le R8 aux Championnats du monde 2010 à Zagreb
- médaille d'argent sur le R8 aux Championnats du monde 2014 à Suhl
- médaille d'argent sur le R2 aux Championnats du monde 2018 à Cheongju
- médaille d'argent sur le R10 aux Championnats du monde 2019 à Sydney
- médaille de bronze sur le R3 aux Championnats du monde 2014 à Suhl